# Bharata
En l'epopeia hindú Ramayana, Bharata era el fill del rei Dasharatha i la seva tercera esposa Kaikeyi, i germanastre de Rama. El temple Koodalmanikyam, a l'estat de Kerala, és un dels rars temples en tota l'Índia dedicat a Bharata.
- भरत, en sànscrit, en escriptura devanagari.
- Bharata en sànscrit, en el sistema de transliteració IAST (alfabet internacional de transliteració sànscrita) amb la variant Bharatha en les llengües del sud de l'Índia i Barata en malai.
- Phra Phrot, en tailandès.

Dasharatha era el rei de Ayodhya i pertanyia a la Suria Vamsa (o dinastia solar). Es diu que —després de Rama— Bharata era el símbol del dharma i de l'idealisme. Alguns comentaristes, però, afirmen que Bharata superava en virtut el mateix Rama. És considerat una encarnació del Sudarsaná-chakrá (disc de metall, que el déu Vixnu utilitza per tallar els caps dels dimonis), el més famós dels pancha iudha de Vixnu.
Dona nom a l'Índia actual (en hindi भारत, Bhārat).

## Naixement
Bharata va ser el segon dels quatre fills de Dasaratha. Encara que el Ramayana diu que els quatre germans s'estimaven, el Bhagavata-purana (un text molt posterior, del segle xi dC) explica que Shatrughna era més proper a Bharata, i el seu bessó Láksmana més proper a Rama. Bharata es va casar amb Mandavi, la filla de Kusha-Dhuash (germà del rei Janaka) i, per tant, cosina de Sita, esposa de Rama. Bharata i Mandavi van tenir dos fills: Taksha i Pushkala.

## Exili de Rama
El llibre Ramaiana relata com la reina Kaikeyi, influida per la seva donzella Manthara, va reclamar al seu espòs els dos desitjos que li havia promès temps enrere. El primer desig va ser que enviés Rama a l'exili als boscos durant catorze anys, i el segon que donés el tron d'Ayodhya a Bharata, com a segon en la línia successòria. Dasharatha, que no podia trencar una promesa, es va veure obligat a concedir-li-ho i Rama va marxar al bosc amb la seva esposa Sita i el seu germà Lakshmana. Bharata, que visitava la seva família materna, en tornar i trobar-se aquella situació es va enfadar amb sa mare Kaikeyi. El savi Vasishta –considerat el gurú d'Ayodhya– va declarar que ningú havia entès les seves lliçons sobre dharma millor que Bharata.

## Rei d'Ayodhya
Quan el seu pare Dasharatha va morir, a causa del dolor per la injustícia comesa contra Rama, Bharata va anar al bosc a cercar els seus germans exiliats, per demanar a Rama que tornés a Ayodhya com a emperador. Però aquest s'hi va negar, per no trencar la paraula donada pel seu pare. A més, el rei Yanaka, pare de Sita, esposa de Rama, va dir a Bharata que si estimava realment el seu germà havia d'ajudar-lo a viure rectament. Bharata, doncs, va renunciar a portar Rama de tornada abans que passessin els 14 anys d'exili, però va advertir-lo que si no tornava a la fi del termini de l'exili per ocupar el tron que li corresponia, el s'immolaria pel foc.
Bharata doncs es va fer coronar a Ayodhya, però, per deixar clar que era sols un regent i que el rei era Rama, va posar les sandàlies d'aquest al peu del tron reial i ell no s'hi va asseure mai. A més, rebutjant les comoditats del palau, es va instal·lar al bosc veí, vestit com un eremita i alimentant-se frugalment, tot pregant pel retorn del seu germà. En nom de Rama va regnar sobre Kosala i Ayodhya.
Durant aquest temps Bharata no va perdonar a la seva mare Kaikeyi, però va tractar amb molta cura les altres esposes del seu pare: Kausalya (mare de Rama) i Sumitra (mare dels bessons).
Bharata va conquerir Gandhara i va crear el regne de Takṣaśilā (Tàxila), que comprenia les actuals regions de Panjab, Pakistan, Afganistan i altres parts del centre d'Àsia.

## Tornada de Rama
Al final del seu exili Rama va anar a la guerra contra Ravana, l'emperador de Lanka (l'actual Sri-Lanka), que havia raptat Sita. Aconseguida la victòria, veient que s'acostava el termini de 14 anys, va enviar el deu-mico Hanuman a Ayodhya, per avisar Bharata del seu imminent retorn, i evitar que complís la promesa d'immolar-se.
Bharata va liderar la processó que va sortir de la ciutat a rebre el rei Rama, la seva reina Sita i al seu germà Láksmana. Després de la seva coronació, Rama pensava nomenar Láksmana com iuvarásh (príncep hereu), però aquest el va convèncer que les virtuts de Bharata i els seus anys d'experiència com administrator d'Ayodhya, l'en feien més mereixedor.

## Retir
Quan Rama va decidir retirar-se, Bharata i Shatrughna el van seguir. Rama va entrar al riu Saraiu i va retornar així a la seva forma veritable de Mahavisnú. Bharata i Shatrughna també hi van entrar i es van fondre en ell.